# L.Q. Jones
L.Q. Jones, geboren als Justice Ellis McQueen (Beaumont (Texas), 19 augustus 1927 – Los Angeles (Californië), 9 juli 2022), was een Amerikaans acteur en filmregisseur.

## Leven en werk

### Filmdebuut
Zijn filmdebuut maakte Jones in 1955, onder zijn geboortenaam, in Battle Cry, een oorlogsfilm met Van Heflin in de hoofdrol. In die film speelde hij L.Q. Jones, de naam die hij daarna zou gebruiken als pseudoniem. Regisseur Raoul Walsh deed nogmaals een beroep op hem voor een tweede oorlogsfilm The Naked and the Dead (1958).

### Bijrollen in westerns en oorlogsfilms
Vanaf zijn debuut tot halverwege de jaren zeventig was Jones in veel films te zien, altijd in bijrollen en meestal in westerns en oorlogsfilms.

### Samenwerkingen
In zijn tweede film, het drama An Annapolis Story (1955), werd hij geregisseerd door Don Siegel met wie hij nog drie keer samenwerkte, onder meer in de western Flaming Star (1960) en in de oorlogsfilm Hell Is for Heroes (1962). 
Sam Peckinpah was de cineast die Jones het vaakst castte. Jones verscheen in diens tweede film, de western Ride the High Country (1962), naast Randolph Scott en Joel McCrea, twee iconische westernhelden. Daarna volgden de westerns Major Dundee (1965), de grensverleggende en uiterst gewelddadige cultwestern The Wild Bunch (1969), The Ballad of Cable Hogue (1970) en Pat Garrett and Billy the Kid (1973). 
Edward Dmytryk vroeg Jones zowel voor een oorlogsfilm (The Young Lions, 1958) als voor een western (Warlock, 1959). Ook westernspecialist Anthony Mann castte hem zowel in een oorlogsfilm (Men in War, 1957) als in een western (Cimarron, 1960).
Vermeldenswaardige westerns waren eveneens Buchanan Rides Alone (1958) van westernspecialist Budd Boetticher, Nevada Smith (1966) van westernveteraan Henry Hathaway en Hang 'Em High (1968) met Clint Eastwood. 
Jones was ook te zien in drie westerns met Elvis Presley: de muzikale western Love Me Tender (1956), het reeds vermelde Flaming Star (1960) en de komische western Stay Away, Joe (1968).

### Latere films
Jones regisseerde één film: de post-apocalyptische sciencefictionfilm A Boy and His Dog (1975). Vermeldenswaardig zijn nog de zwarte komedie Mother, Jugs & Speed (1976), het episch gangsterdrama Casino (1995), het overlevingsdrama The Edge (1997), de komische mantel-en-degenfilm The Mask of Zorro (1998) en de tragikomische muziekfilm A Prairie Home Companion (2006).

### Televisie
L.Q. Jones speelde eveneens in televisieseries, vooral in westernseries als Annie Oakley (1954-1957), Cheyenne (1955-1962), Wagon Train (1957-1962), Black Saddle (1959-1960), Laramie (1959-1963), Klondike (1960-1961), Rawhide (1959-1965), The Virginian (1962-1971), Gunsmoke (1955-1975), The Big Valley (1965-1969), Lassie (1954-1973) en Alias Smith and Jones (1971-1973). Hij is ook te zien in 1978 in de voorlaatste aflevering van het 7e seizoen van Columbo, als geslepen wapenhandelaar in "The Conspirators". L.Q. Jones had tevens een rolletje in seizoen 4 van The A-Team als "Cowboy George". In 2006 ging hij met pensioen.

### Privéleven
L.Q. Jones was van 1950 tot en met 1973 getrouwd en heeft drie kinderen. Hij werkte tevens als paardenfokker en veehouder.
Jones overleed in 2022 op 94-jarige leeftijd.